# Grand Prix de la Somme 2012
Il Grand Prix de la Somme 2012, ventisettesima edizione della corsa e valido come evento dell'UCI Europe Tour 2012 categoria 1.1, si svolse il 14 settembre 2012 su un percorso di 202,9 km. Fu vinto dal lituano Evaldas Šiškevičius, che terminò la gara in 4h47'10", alla media di 42,39 km/h.
Al traguardo 52 ciclisti portarono a termine il percorso.

## Ordine d'arrivo (Top 10)
| Pos. | Corridore           | Squadra       | Tempo    |
| ---- | ------------------- | ------------- | -------- |
| 1    | Evaldas Šiškevičius | La Pomme      | 4h47'10" |
| 2    | Clément Koretzky    | La Pomme      | a 4"     |
| 3    | Mickaël Delage      | FDJ-BigMat    | s.t.     |
| 4    | Michael Friedman    | Bretagne      | s.t.     |
| 5    | Loïc Desriac        | Roubaix       | s.t.     |
| 6    | Gaël Malacarne      | Bretagne      | s.t.     |
| 7    | Pieter Serry        | Topsport Vla. | s.t.     |
| 8    | Benoît Jarrier      | Véranda Ride. | s.t.     |
| 9    | Adrien Petit        | Cofidis       | s.t.     |
| 10   | Benjamin Giraud     | La Pomme      | s.t.     |